# Château Mouton Rothschild

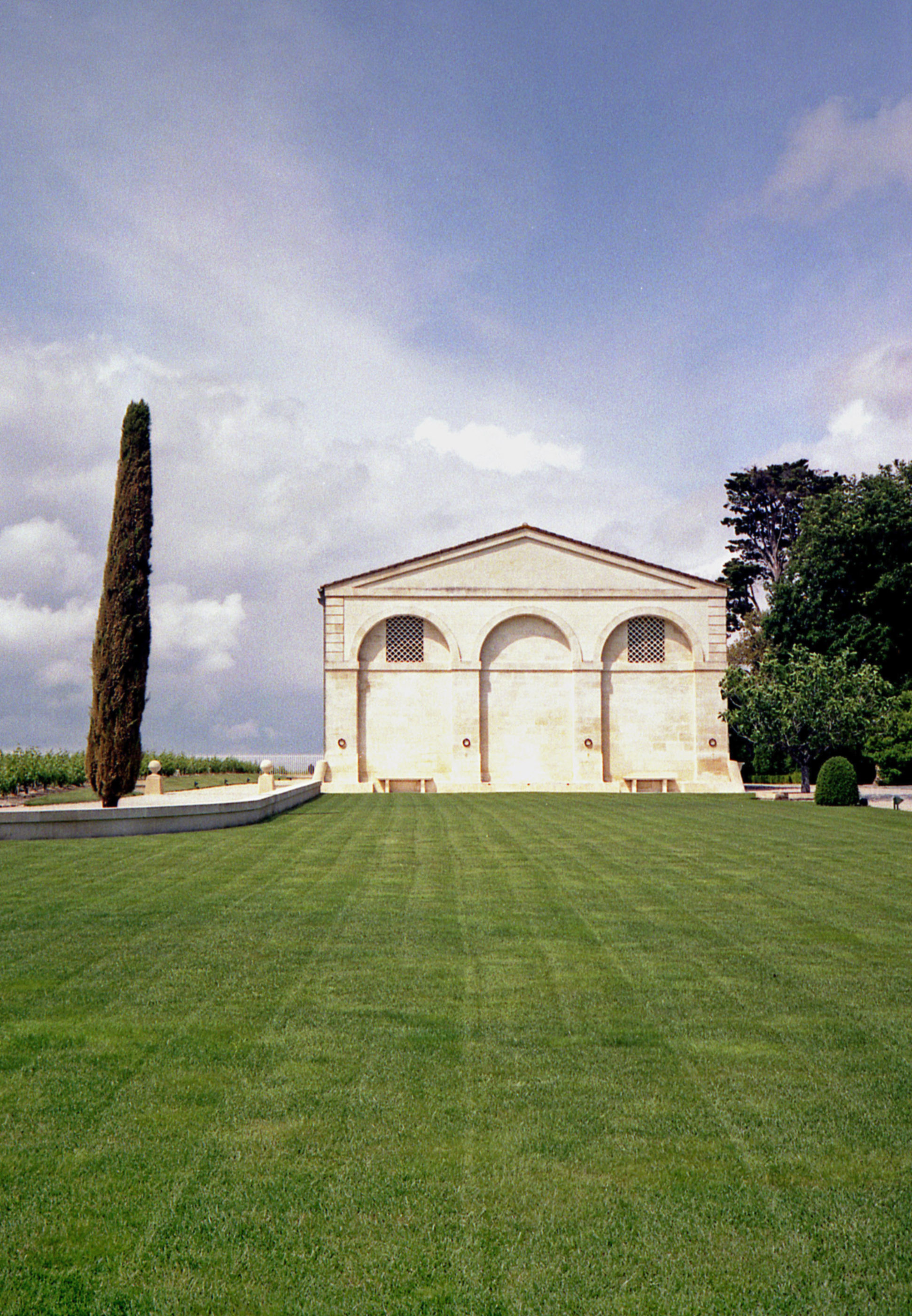
Château Mouton Rothschild.

Château Mouton Rothschild es una finca vinícola ubicada en el pueblo de Pauillac en el Médoc, a 50 km al noroeste de la ciudad de Burdeos (Francia). Su vino tinto, que lleva el mismo nombre, está considerado como uno de los mejores tintos del mundo. En origen era conocido como Château Brane-Mouton y fue rebautizado por Nathaniel de Rothschild en 1853 dándole el nombre de Château Mouton Rothschild. 
La Clasificación Oficial del Vino de Burdeos de 1855 no incluyó este viñedo entre los primeros crus. Se cree que pudo ser porque el viñedo había sido adquirido recientemente por un inglés y no era ya de propiedad francesa. En 1973, Mouton se vio elevado a la categoría de "premier cru" después de décadas de intensa presión por el poderoso propietario. 
Al barón Philippe de Rothschild se le ocurrió la idea de que la etiqueta de cada año la diseñara un artista famoso de la época. En 1946 esto se hizo un aspecto permanente y significativo de la imagen de Mouton con etiquetas creadas por algunos de los mayores pintores y escultores del mundo. La única excepción es la botella lacada en oro del año 2000. Entre los artistas que han decorado las etiquetas de Mouton Rothschild se encuentran Jean Cocteau (en 1947), Georges Braque (1955), Georges Mathieu (1961), Henry Moore (1964), Robert Motherwell (1974), Andy Warhol (1975), John Huston (1982), Keith Haring (1988) o Francis Bacon (1990), así como los españoles Salvador Dalí (1958), Joan Miró (1969), Pablo Picasso (1973), Antoni Tàpies (1995) y el mexicano Rufino Tamayo (1998).